# Clermont-Soubiran
Clermont-Soubiran – miejscowość i gmina we Francji, w regionie Nowa Akwitania, w departamencie Lot i Garonna.
Według danych na rok 1990 gminę zamieszkiwało 301 osób, a gęstość zaludnienia wynosiła 29 osób/km² (wśród 2290 gmin Akwitanii Clermont-Soubiran plasuje się na 879. miejscu pod względem liczby ludności, natomiast pod względem powierzchni na miejscu 1036.).